# Верхейен, Йоханнес
Йоханнес Верхейен (нидерл. Johannes Verheijen, 30 ноября 1896 — 29 апреля 1973) — нидерландский тяжелоатлет, призёр Олимпийских игр.

## Биография
Родился в 1896 году в Гааге. В 1924 году принял участие в Олимпийских играх в Париже, но стал лишь 12-м. В 1928 году вместе с братьями Минюсом и Хендриком принял участие в Олимпийских играх в Амстердаме; Хендрик не дошёл до финала, Минюс занял 12-е место, а Йоханнес завоевал бронзовую медаль.